# シャク・ティ
シャク・ティ (Shaak Ti) は、アメリカ合衆国のSF映画『スター・ウォーズ』シリーズの登場キャラクター。シャーク・ティ、シャアク・ティー、シャアク・ティとも表記されることもある。

## 概要
共和国末期に活躍したジェダイ・マスター。赤い肌に黒い目をしていた。 身長は1.87メートル、頭から青と白の縞模様のモントラルとレックを生やしていた。トグルータであり、アナキン・スカイウォーカーの弟子、アソーカ・タノとは同じ種族である。
ジェダイ騎士団の最高機関であるジェダイ・カウンシル（評議会）からも一目置かれた名高い存在。最も聡明で忍耐強い人物の一人だと言われている。ライトセーバー戦ではフォームII（マカシ）とフォームIV（アタロ）を使用していた。
同作品に「シャク」が登場するが、こちらは惑星ナブー原産のジャガイモと牛の合いの子のような太った食肉用の動物の名前であり、全くの無関係である。

## 生涯
トグルータの母星である惑星シリ出身。ほかのジェダイと同様に幼少期にフォースの素質を見抜かれ、ジェダイオーダーに加わる。最終的にはジェダイ・マスターにまで昇進し、ジェダイ・マスターのヤドルの死亡によって満場一致で評議会のメンバーに昇格した。
エピソード2・クローンの攻撃（2002年）で初登場を果たす。ジオノーシスの戦いで、メイス・ウィンドゥら他のジェダイとともに、窮地に陥ったアナキン、オビ＝ワン、パドメの救出に駆け付けている。
クローン戦争開戦以降は、もっぱら惑星カミーノにとどまり、共和国軍のクローントルーパーの育成をジェダイとして指揮していた。彼らの育成に優れた才能を発揮しておりルーク・スカイウォーカーは、シャアク・ティが教師としても戦闘員としても優れた人物だったからこそ、クローンの訓練監督者に選ばれたのだろうと考えていた。
タップと呼ばれるクローン・トルーパーの脳に取り付けられた行動抑制チップが誤作動し、上官のジェダイを殺害するという事件が起きた時、彼女は惑星カミーノで行われたタップへの医学的調査に立ち会った。しかし、トルーパー達に行動抑制チップが取り付けられた本当の目的についてはカミーノアン達やその背後で暗躍するシスによる妨害によって巧みに隠され、シャクやジェダイ騎士団がこの事件の真相にたどり着くことは無かった。
そしてクローン戦争の最後の夜、ダース・ベイダーと化したアナキン・スカイウォーカーがクローン軍を率いてジェダイ聖堂を襲撃したとき、シャクは聖堂の中にいた。皇帝を僭称したばかりのパルパティーンの命令、オーダー66によって、ベイダー卿が「反逆者」であるジェダイに正義の裁きを与えると、聖堂はレーザー砲火に包まれる。瞑想中のシャクもこの奇襲の中で、ヴェイダーによって殺された。
しかし、彼女の最期についての設定は複数のバージョンが存在する。
当初はエピソード3の冒頭においてグリーヴァス将軍によって殺害されるシーンが撮影されており、DVDの特典映像に収録されていた。このシーンは本編ではカットされ、ほぼ同時製作であったアニメ『クローン大戦』やエピソード3自体の本編との矛盾が見られるなど設定自体が破棄された形になっている。また、このシーンがカットされた事を受けてオーダー66によってジェダイ聖堂においてダース・ベイダーとなったアナキン・スカイウォーカーに殺害されるシーンが追加撮影されているが、これも本編にもDVDの特典映像にも収録されておらず、結局最終的に公開されたこの映画の本編ではシャク・ティの死亡シーンは描かれなかった。その後、ブルーレイ化された際に収録され、正式にアナキンに殺害された設定となった。
その一方で、2020年にDisney+で配信された『スター・ウォーズ/クローン・ウォーズ』シーズン7において、シャクは分離主義者によるコルサント襲撃（エピソード3の冒頭に繋がる出来事）に際してパルパティーンの護衛に送られたが連絡が取れなくなったという状況がオビ=ワンによって語られている。これによってグリーヴァスと対面したという設定も残ったものと見られるが、その後の状況は不明であり、DVDの特典映像の通りグリーヴァスによって殺害されたかは定かではない。

## レジェンズ
マイナーキャラではあるが、ポジション的に製作者側が使いやすい位置におり、そのため番外編やスピンオフ作品において活躍することが多い。アニメ『スター・ウォーズ クローン大戦』の第2シーズンやスピンオフ小説『悪の迷宮』では重要な脇役として描かれており、特にアニメではパルパティーンの護衛としてグリーヴァス将軍達と死闘を演じている。
偕成社『スター・ウォーズ エピソード2データブック』には、「惑星シリ出身で、トグルータのジェダイ・マスター。この種族は辛辣だというイメージがあるが、実際にはそうではない。しかし、シャアク・ティーはかんたんには他人の意見には賛同しない」という記述がある。
エピソード3がブルーレイ化される以前に発表された時系列的にはエピソードIIIとIVの間に位置するゲーム“スター・ウォーズ フォース アンリーシュド”ではシャク・ティは殺害を逃れコルサントを脱出、惑星フェルーシアで後進の指導に当たった事になっており、このゲーム中においてエピソード3で用意されていた設定とは異なる最期が描かれている。